# Samsung
Samsung (korejski: 삼성 그룹, Samsung Group) je najveći svjetski konglomerat. Sastoji se od tri diva: Samsung Electronics – najveći je svjetski proizvođač elektronike/elektroničkih uređaja, Samsung Heavy Industries – jedno od najvećih svjetskih brodogradilišta i Samsung Engineering & Construction – svjetski poznatu građevinsku tvrtku (zanimljivo je da Samsung HI radi također i u Hrvatskoj, u luci Rijeka). Ove tri multinacionalne tvrtke čine jezgru Samsung grupacije (koja se bavi i drugim granama industrije osim elektronike, građevine i brodogradnje, također je zastupljena i kemijska industrije te vojna oprema – topovi, vozila te softver), samo ime grupacije na korejskom jeziku znači tri zvijezde.

## Proizvodi
Samsung grupa se bavi proizvodnjom širokog spektra proizvoda, koji uključuju i:
- digitalne fotoaparate
- mobilna računala
- mobilne telefone
- DRAM memorije
- CRT, LCD i TFT monitore
- pisače
- tvrde diskove
- brodove

## Vanjske poveznice
- Popis mobilnih uređaja Samsung